# WWE The Music, Vol. 8
WWE The Music Volume 8 è una compilation della WWE pubblicata il 25 marzo 2008.

## Tracce
Le seguenti tracce sono state confermate su WWEshop.com il 15 febbraio 2008. Tutte le canzoni sono state scritte da Jim Johnston.
| Traccia | Canzone                                                   | Wrestler                  | Durata |
| ------- | --------------------------------------------------------- | ------------------------- | ------ |
| 1       | "No More Words" - Endeverafter                            | Jeff Hardy                | 4:25   |
| 2       | "S.O.S." - Collie Buddz                                   | Kofi Kingston             | 3:31   |
| 3       | "Glamazon"                                                | Beth Phoenix              | 2:50   |
| 4       | "The Wall" - Heet Mob                                     | Mark Henry                | 3:09   |
| 5       | "In the Middle of It Now" - Disciple                      | Curt Hawkins & Zack Ryder | 4:10   |
| 6       | "Sliced Bread"                                            | Jillian Hall              | 3:09   |
| 7       | "No Chance in Hell" - Theory of a Deadman                 | Vince McMahon             | 2:55   |
| 8       | "Don't Question My Heart" - Saliva in duo con Brent Smith | ECW Theme                 | 3:39   |
| 9       | "Biscuits & Gravy"                                        | Jesse and Festus          | 3:34   |
| 10      | "What Love Is"                                            | Candice Michelle          | 3:37   |
| 11      | "Ain't No Make Believe" - Stonefree Experience            | John Morrison             | 4:19   |
| 12      | "Ain't No Stoppin' Me" - Axel                             | Shelton Benjamin          | 3:07   |
| 13      | "Turn Up the Trouble" - Airbourne                         | Mr. Kennedy               | 3:13   |
| 14      | "Break the Walls Down"                                    | Chris Jericho             | 3:32   |

Altri 3 brani omaggio venduti esclusivamente dalla multinazionale Wal-Mart e includono:
1. Ashley - "Let's Light a Fire Tonight" - Aiden
2. Hornswoggle - "Hes Da Ma"
3. Santino Marella - "La Vittoria è Mia"